# Luzonoparmena habei
Luzonoparmena habei är en skalbaggsart som beskrevs av Masami Satô och N. Ohbayashi 1979. Luzonoparmena habei ingår i släktet Luzonoparmena och familjen långhorningar.
Artens utbredningsområde är Filippinerna. Inga underarter finns listade i Catalogue of Life.